# Heinrich Wilhelm von Schönberg
Heinrich Wilhelm von Schönberg (* 3. Mai 1723; † 5. Mai 1763 in Dresden) war ein königlich-polnischer und kurfürstlich-sächsischer Kreishauptmann und Rittergutsbesitzer.

## Leben
Heinrich Wilhelm von Schönberg schlug wie viele Mitglieder seiner Familie eine Verwaltungslaufbahn im Dienst der Wettiner ein und wurde zunächst Appellationsrat, wenig später Hof- und Justitienrat am Hof in Dresden. Später erfolgte seine Ernennung zum Vizekreishauptmann im Erzgebirgischen Kreis. An der Kaiserwahl von Franz I. am 13. September 1745 in Frankfurt am Main nahm er als einer der zahlreichen Vertreter Kursachsens persönlich teil.
Von Schönberg war Erb-, Lehn- und Gerichtsherr auf Börnichen, Hohenlinda, Wingendorf, Hainchen und Wegefarth. Das Rittergut Wegefarth hatte er im Jahre 1757 zunächst gemeinsam mit seinem Bruder Carl August von Schönberg aus der elterlichen Erbmasse übernommen.

## Familie
Heinrich Wilhelm von Schönberg stammte aus der sächsischen Adelsfamilie von Schönberg und war der Sohn von Adam Friedrich von Schönberg (1688–1751) und dessen Ehefrau Wilhelmina Ernestina geborene von Einsiedel († 1757). Der Kammerherr und Obersteuereinnehmer Carl August und Adam Friedrich von Schönberg waren seine Brüder.
Von Schönberg war mit Christiana Sophia geborene von Liebenau (* 27. Februar 1720 in Dresden; † 26. November 1795 in Börnichen) verheiratet. Aus dieser Ehe ging als einziger Sohn der am 27. Januar 1754 in Dresden geborene Friedrich Alexander von Schönberg hervor, der am 31. Januar 1754 in der Kreuzkirche durch den Diakon Magister Schlipalius getauft wurde. Zum Zeitpunkt des Todes des Vaters 1763 war er noch unmündig, so dass er mehrere Jahre unter Vormundschaft stand. Ebenfalls noch minderjährig war zu dieser Zeit die Tochter Christiane Wilhelmine von Schönberg, die später den kursächsischen Offizier Friedrich Siegismund von Trützschler heiratete.